# Віктор Немеш
Віктор Немеш (серб. Viktor Nemeš; нар. 21 липня 1993) — сербський борець греко-римського стилю, чемпіон та бронзовий призер чемпіонатів світу, дворазовий срібний та бронзовий призер чемпіонату Європи, срібний призер Європейських ігор, учасник Олімпійських ігор.

## Біографія
Боротьбою почав займатися з 1998 року. Перші тренери — Ласло Зорго і Міклос Мольнар. З 2014 тренується під керівництвом Стояна Добрева. Виступає за спортивний клуб «Пролетер» Зренянин. У 2015 став чемпіоном Європи у віковій групі до 23 років.

## Спортивні результати на міжнародних змаганнях

### Виступи на Олімпіадах
| Змагання                    | Збірна | Вагова категорія                 | Місце |
| --------------------------- | ------ | -------------------------------- | ----- |
| Літні Олімпійські ігри 2016 | Сербія | греко-римська боротьба, до 75 кг | 8     |

### Виступи на Чемпіонатах світу
| Змагання                        | Збірна | Вагова категорія                 | Місце  |
| ------------------------------- | ------ | -------------------------------- | ------ |
| Чемпіонат світу з боротьби 2013 | Сербія | греко-римська боротьба, до 74 кг | 28     |
| Чемпіонат світу з боротьби 2014 | Сербія | греко-римська боротьба, до 75 кг | 30     |
| Чемпіонат світу з боротьби 2015 | Сербія | греко-римська боротьба, до 75 кг | 21     |
| Чемпіонат світу з боротьби 2017 | Сербія | греко-римська боротьба, до 75 кг | Золото |
| Чемпіонат світу з боротьби 2018 | Сербія | греко-римська боротьба, до 77 кг | Бронза |
| Чемпіонат світу з боротьби 2019 | Сербія | греко-римська боротьба, до 77 кг | 10     |
| Чемпіонат світу з боротьби 2021 | Сербія | греко-римська боротьба, до 77 кг | 7      |
| Чемпіонат світу з боротьби 2022 | Сербія | греко-римська боротьба, до 77 кг | 5      |
| Чемпіонат світу з боротьби 2023 | Сербія | греко-римська боротьба, до 77 кг | 13     |

### Виступи на Чемпіонатах Європи
| Змагання                         | Збірна | Вагова категорія                 | Місце  |
| -------------------------------- | ------ | -------------------------------- | ------ |
| Чемпіонат Європи з боротьби 2013 | Сербія | греко-римська боротьба, до 74 кг | 21     |
| Чемпіонат Європи з боротьби 2014 | Сербія | греко-римська боротьба, до 75 кг | 8      |
| Чемпіонат Європи з боротьби 2016 | Сербія | греко-римська боротьба, до 75 кг | Срібло |
| Чемпіонат Європи з боротьби 2017 | Сербія | греко-римська боротьба, до 75 кг | 13     |
| Чемпіонат Європи з боротьби 2018 | Сербія | греко-римська боротьба, до 77 кг | Срібло |
| Чемпіонат Європи з боротьби 2019 | Сербія | греко-римська боротьба, до 77 кг | Бронза |
| Чемпіонат Європи з боротьби 2020 | Сербія | греко-римська боротьба, до 77 кг | 15     |
| Чемпіонат Європи з боротьби 2023 | Сербія | греко-римська боротьба, до 77 кг | Срібло |

### Виступи на Європейських іграх
| Змагання              | Збірна | Вагова категорія                 | Місце  |
| --------------------- | ------ | -------------------------------- | ------ |
| Європейські ігри 2015 | Сербія | греко-римська боротьба, до 75 кг | Срібло |

### Виступи на Всесвітніх іграх військовослужбовців
| Змагання                                | Збірна | Вагова категорія                 | Місце  |
| --------------------------------------- | ------ | -------------------------------- | ------ |
| Всесвітні ігри військовослужбовців 2019 | Сербія | греко-римська боротьба, до 77 кг | Бронза |

### Виступи на Середземноморських іграх
| Змагання                    | Збірна | Вагова категорія                 | Місце  |
| --------------------------- | ------ | -------------------------------- | ------ |
| Середземноморські ігри 2022 | Сербія | греко-римська боротьба, до 77 кг | Золото |

### Виступи на Середземноморських чемпіонатах
| Змагання                                     | Збірна | Вагова категорія                 | Місце  |
| -------------------------------------------- | ------ | -------------------------------- | ------ |
| Середземноморський чемпіонат з боротьби 2012 | Сербія | греко-римська боротьба, до 74 кг | 11     |
| Середземноморський чемпіонат з боротьби 2014 | Сербія | греко-римська боротьба, до 75 кг | Золото |

### Виступи на Кубках світу
| Змагання                    | Збірна | Вагова категорія                 | Місце  |
| --------------------------- | ------ | -------------------------------- | ------ |
| Кубок світу з боротьби 2020 | Сербія | греко-римська боротьба, до 77 кг | Бронза |

### Виступи на інших змаганнях
| Змагання                                                         | Збірна | Вагова категорія                 | Місце  |
| ---------------------------------------------------------------- | ------ | -------------------------------- | ------ |
| Гран-прі Словенії з боротьби 2011                                | Сербія | греко-римська боротьба, до 66 кг | Срібло |
| Золотий Гран-прі з боротьби 2012 (Сомбатгей)                     | Сербія | греко-римська боротьба, до 74 кг | 13     |
| Міжнародний турнір Любомира Івановича-Гедзи 2013                 | Сербія | греко-римська боротьба, до 74 кг | Бронза |
| Золотий Гран-прі з боротьби 2013 (Сомбатгей)                     | Сербія | греко-римська боротьба, до 74 кг | 11     |
| Трофей Адріатики 2013                                            | Сербія | греко-римська боротьба, до 74 кг | 5      |
| Кубок Якоба Курбі 2013                                           | Сербія | греко-римська боротьба, до 74 кг | 6      |
| Відкритий чемпіонат Загреба з боротьби 2014                      | Сербія | греко-римська боротьба, до 75 кг | Бронза |
| Золотий Гран-прі з боротьби 2014 (Сомбатгей)                     | Сербія | греко-римська боротьба, до 75 кг | Бронза |
| Міжнародний турнір Любомира Івановича-Гедзи 2014                 | Сербія | греко-римська боротьба, до 75 кг | Срібло |
| Золотий Гран-прі з боротьби 2014 (Баку)                          | Сербія | греко-римська боротьба, до 75 кг | 9      |
| Відкритий чемпіонат Загреба з боротьби 2015                      | Сербія | греко-римська боротьба, до 80 кг | Бронза |
| Гран-прі FILA 2015                                               | Сербія | греко-римська боротьба, до 75 кг | Золото |
| Міжнародний турнір Любомира Івановича-Гедзи 2015                 | Сербія | греко-римська боротьба, до 80 кг | Бронза |
| Золотий Гран-прі з боротьби 2015                                 | Сербія | греко-римська боротьба, до 75 кг | 5      |
| Гран-прі Загреба з боротьби 2016                                 | Сербія | греко-римська боротьба, до 80 кг | Золото |
| Олімпійський кваліфікаційний турнір з боротьби 2016 (Зренянин)   | Сербія | греко-римська боротьба, до 75 кг | Золото |
| Золотий Гран-прі з боротьби 2016                                 | Сербія | греко-римська боротьба, до 75 кг | Золото |
| Гран-прі Загреба з боротьби 2017                                 | Сербія | греко-римська боротьба, до 80 кг | Срібло |
| Гран-прі Угорщини з боротьби 2017                                | Сербія | греко-римська боротьба, до 75 кг | Бронза |
| Міжнародний турнір Любомира Івановича-Гедзи 2017                 | Сербія | греко-римська боротьба, до 75 кг | Золото |
| Меморіал Іона Корнеану і Ладислава Сімона 2017                   | Сербія | греко-римська боротьба, до 75 кг | Золото |
| Турнір Дана Колова — Николи Петрова 2018                         | Сербія | греко-римська боротьба, до 77 кг | Золото |
| Міжнародний турнір Любомира Івановича-Гедзи 2018                 | Сербія | греко-римська боротьба, до 77 кг | Золото |
| Клубний чемпіонат світу з боротьби 2018                          | Сербія | команда                          | 8      |
| Гран-прі Угорщини з боротьби 2019                                | Сербія | греко-римська боротьба, до 77 кг | Золото |
| Турнір Г. Картозія і В. Балавадзе 2019                           | Сербія | греко-римська боротьба, до 77 кг | Золото |
| Чемпіонат Сербії з боротьби 2020                                 | Сербія | греко-римська боротьба, до 82 кг | Золото |
| Відкритий турнір Загреба з боротьби 2020                         | Сербія | греко-римська боротьба, до 77 кг | Бронза |
| Європейський олімпійський кваліфікаційний турнір з боротьби 2021 | Сербія | греко-римська боротьба, до 77 кг | Бронза |
| Світовий олімпійський кваліфікаційний турнір з боротьби 2021     | Сербія | греко-римська боротьба, до 77 кг | 5      |
| Кубок Алроси 2021                                                | Сербія | греко-римська боротьба, до 77 кг | Срібло |
| Турнір Вехбі Емре і Гаміта Каплана 2022                          | Сербія | греко-римська боротьба, до 77 кг | 5      |
| Меморіал Іона Корнеану і Ладислава Сімона 2022                   | Сербія | греко-римська боротьба, до 77 кг | Бронза |
| Міжнародний турнір Любомира Івановича Гедзи 2022                 | Сербія | греко-римська боротьба, до 77 кг | Срібло |
| Тор Мастерс 2023                                                 | Сербія | греко-римська боротьба, до 77 кг | Золото |
| Міжнародний турнір Любомира Івановича-Гедзи 2023                 | Сербія | греко-римська боротьба, до 77 кг | Бронза |
| Гран-прі Німеччини з боротьби 2023                               | Сербія | греко-римська боротьба, до 77 кг | Золото |
| Тор Мастерс 2024                                                 | Сербія | греко-римська боротьба, до 77 кг | Золото |
| Олімпійський кваліфікаційний турнір з боротьби 2024 (Баку)       | Сербія | греко-римська боротьба, до 77 кг | 16     |
| Олімпійський кваліфікаційний турнір з боротьби 2024 (Стамбул)    | Сербія | греко-римська боротьба, до 77 кг | 10     |

### Виступи на змаганнях молодших вікових груп
| Змагання                                       | Збірна | Вагова категорія                 | Місце  |
| ---------------------------------------------- | ------ | -------------------------------- | ------ |
| Чемпіонат Європи з боротьби серед кадетів 2009 | Сербія | греко-римська боротьба, до 54 кг | 7      |
| Чемпіонат Європи з боротьби серед кадетів 2010 | Сербія | греко-римська боротьба, до 63 кг | 12     |
| Чемпіонат Європи з боротьби серед юніорів 2011 | Сербія | греко-римська боротьба, до 66 кг | 9      |
| Чемпіонат світу з боротьби серед юніорів 2011  | Сербія | греко-римська боротьба, до 66 кг | 14     |
| Чемпіонат Європи з боротьби серед юніорів 2012 | Сербія | греко-римська боротьба, до 74 кг | 18     |
| Чемпіонат Європи з боротьби серед юніорів 2013 | Сербія | греко-римська боротьба, до 74 кг | 16     |
| Чемпіонат світу з боротьби серед юніорів 2013  | Сербія | греко-римська боротьба, до 74 кг | 5      |
| Чемпіонат Європи з боротьби до 23 років 2015   | Сербія | греко-римська боротьба, до 75 кг | Золото |